# Техас (округ, Миссури)
Округ Техас (англ. Texas County) — округ штата Миссури, США. Население округа на 2009 год составляло 24 563 человека. Административный центр округа — город Хьюстон.

## История
Округ Техас основан в 1843 году под названием округ Эшли в честь первого вице-губернатора Миссури Уильяма Эшли. В 1845 году округ был переименован в Техас по случаю вхождения Республики Техас в состав США.

## География
Округ занимает площадь 3053.6 км2.

## Демография
Согласно оценке Бюро переписи населения США, в округе Техас в 2009 году проживало 24 563 человека. Плотность населения составляла 8 человек на квадратный километр.